# Операція «Агата»
Операція «Агата» (29 червня 1946 р.), яку іноді називають " Чорний шабаш " (івр. השבת השחורה) або «Чорна субота», оскільки вона почалася в єврейський шабаш, була поліцейською та військовою операцією, проведеною британською владою в Підмандатній Палестині . Солдати та поліція шукали зброю та проводили арешти в Єрусалимі, Тель-Авіві, Хайфі та кількох десятках населених пунктів; на Єврейське агентство було здійснено рейд. Загальна кількість задіяних британських сил безпеки за різними даними становить 10 000, 17 000 та 25 000 осіб. Було заарештовано близько 2700 осіб, серед них майбутній прем'єр-міністр Ізраїлю Моше Шаретт . Офіційно поставлена мета операції полягала в тому, щоб покласти край «стану анархії», який тоді існував у Палестині. Інші цілі включали отримання документального підтвердження схвалення Єврейським агентством диверсійних операцій Пальмаха та союзу між Хаганою та більш жорстокими Легі (банда Штерна) та Іргун, знищення військової могутності Хагани, підвищення морального духу армії та запобігання перевороту. Етат монтують Лехі та Іргун.

## Історія
16 червня 1946 року під час " Ніч мостів " пальмах підірвав вісім автомобільних і залізничних мостів, що з'єднували Палестину з сусідніми країнами. 17 червня лехі напали на залізничні майстерні в Хайфі. Невдовзі після цього «Іргун» викрав шістьох британських офіцерів. Згодом один поліцейський втік, а двох відпустили. Іргун оголосив, що залишилися офіцери будуть звільнені лише в обмін на пом'якшення смертних вироків двом членам Іргуна.
Британська армія місяцями хотіла вжити військових дій проти сіоністських підпільних організацій, але це було заблоковано Верховним комісаром Аланом Каннінгемом, який також був особливо проти військових дій проти Єврейського агентства. Каннінгем змінив свою думку після «Нічі мостів» і прилетів до Лондона, щоб зустрітися з британським кабінетом міністрів і головнокомандувачем армії фельдмаршалом Бернардом Монтгомері в Лондоні. Монтгомері сформулював план операції «Агата». Каннінгем неохоче прийняв це в надії, що за умови стриманості більш войовничих сіоністів відкриється шлях для досягнення політичного врегулювання з більш поміркованими та пробританськими лідерами, такими як Хаїм Вейцман. Під час операції в радіопередачі Каннінгем сказав: «[Арешти] спрямовані не проти єврейської громади в цілому, а лише проти тих небагатьох, хто бере активну участь у нинішній кампанії насильства, і тих, хто несе відповідальність за підбурювання і керувати ним.»
Голова Секретаріату сер Джон Шоу окреслив офіційну мету операції на прес-конференції в Єрусалимі: «Великомасштабні операції були дозволені, щоб покласти край стану анархії, що існує в Палестині, і дозволити законослухняним громадянам переслідувати їхні звичайні заняття, не боячись викрадення, вбивства чи підриву». Шоу вважав, що британці повинні покласти край існуючій ситуації, розділивши Палестину на єврейські та арабські держави, а потім залишивши або ліквідувавши Єврейське агентство, яке претендувало на адміністративні повноваження, але таємно підтримувало дії підпільних сіоністських військових організацій і керувалося без повноважень. Таким чином, Шоу схвалив операцію.
Кілька інших цілей лежали в основі офіційної, наприклад, отримати документальне підтвердження схвалення Єврейським агентством диверсійних операцій Пальмаха та союзу між Хаганою та більш жорстокими Легі (Банда Штерна) та Іргун у здійсненні насильницьких дій. Інший мав попередити державний переворот . У червні члени виконавчої влади Єврейського агентства та Верховного командування Хагани зустрілися з делегатами Іргуна та Лехі, на яких останні, за даними розвідки, заявили про свій намір попросити Ішува брати участь у перевороті «для проголошення майбутньої єврейської держави та переривання всіх відносин з існуючою адміністрацією Палестини». Після «Нічі мостів» іншою метою було зламати військову могутність Хагани. Оскільки Хагана, здавалося, діяла у співпраці з Легі та Іргуном, британська влада помилково вважала, що порушити її військову могутність також необхідно, оскільки Хагана могла б співпрацювати з потенційним переворотом Іргуна та Лехі. Нарешті, Монтгомері заявив, що операція потрібна для підвищення морального духу армії.

## Операція

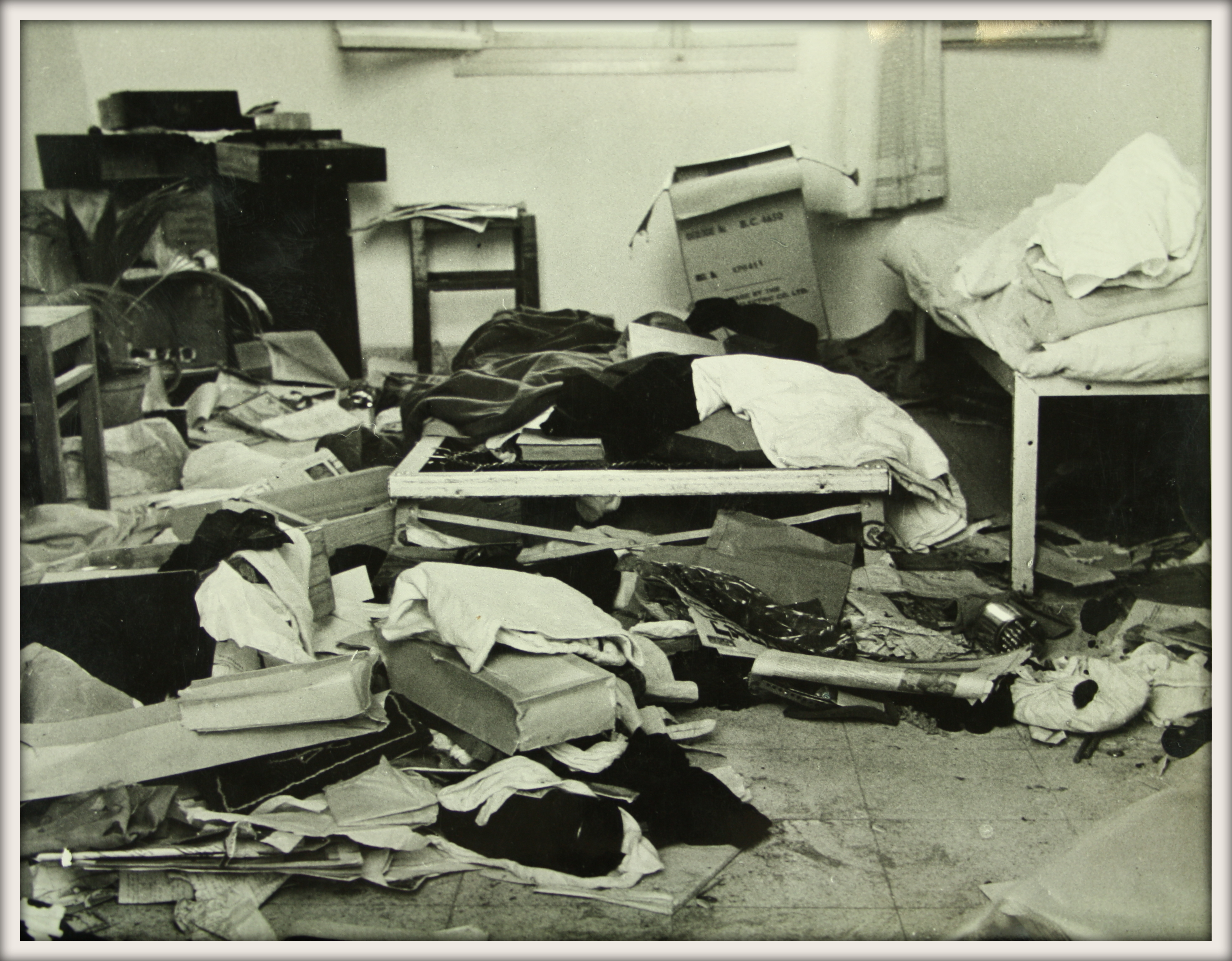
Кімната в кібуці Ягур після обшуку зброї була проведена під час операції «Агата». З колекцій Національної бібліотеки Ізраїлю.

29 червня почалася операція «Агата»; воно тривало до 1 липня. По всій Палестині було введено комендантську годину, літаки, що літали на низькому ходу, кружляли над Єрусалимом, встановлювали блокпости, потяги припиняли, а пасажирів евакуювали та супроводжували додому. Для експлуатації аварійних автомобілів потрібні були спеціальні ліцензії. Британські війська та поліція здійснили рейд у штаб-квартиру Єврейського агентства в Єрусалимі, офіс Єврейського агентства в Тель-Авіві та інші єврейські установи, такі як Міжнародна жіноча сіоністська організація та Гістадрут. Всього в Палестині було проведено обшуки у 27 єврейських поселеннях, і жителі цих поселень іноді чинили запеклий опір. Четверо чоловік були вбиті, опираючись британським обшукам. Були проведені масові арешти єврейських лідерів і членів Хагани. Загалом було заарештовано 2718 осіб, у тому числі чотири члени виконавчого комітету Єврейського агентства, сім офіцерів Хагани та майже половина бойових сил Пальмаха. Однак попередження розвідки Хагани дозволило більшості командирів Хагани ухилитися від арешту, включаючи Давида Бен-Гуріона, оскільки він у той час перебував у Парижі.
Під час обшуків в єврейських поселеннях було виявлено 15 сховищ зі зброєю, в тому числі один з трьох центральних арсеналів Хагани в кібуці Ягур, де було понад 300 гвинтівок, близько 100 2-дюймових мінометів, понад 400 000 куль, близько 5 000 револьверів та 8 тис. Зброю виставили на прес-конференції, і всіх чоловіків Ягура заарештували.
Пошукам протистояла велика частина єврейського населення, багато з яких пережили Голокост . Були побудовані блокпости, а британські війська зазнали нападу під час обшуків. Деякі євреї проводили брехню, щоб запобігти руху військових вантажівок, а інші публічно демонстрували британцям свої татуювання в концентраційному таборі, щоб спробувати викликати у них симпатію. Кілька британських солдатів загострили напружену атмосферу, викрикуючи «Хайль Гітлер» і написуючи свастиками на стінах, коли вони проводили обшуки.

## Наслідки
Після того, як Агата закінчилася, викрадених британських офіцерів було звільнено, а Верховний комісар Алан Каннінгем замінив смертні вироки членам Іргун довічним ув'язненням.
Хагану і Пальмах відмовляли від продовження антибританських операцій. Однак більш екстремальні угруповання, Лехі (Банда Штерна) та Іргун Цвай Леумі, очолювані майбутнім прем'єр-міністром Менахемом Бегіном, продовжували і навіть посилювали свої атаки.
Зокрема, «Іргун» помстився за операцію «Агата», бомбардувавши південне крило готелю «Кінг Девід», де була штаб-квартира британського уряду в Палестині. Однією з причин бомбардування південного крила було те, що передбачалося, що це місце, куди британці забрали документи з Єврейського агентства.